# Blodgett (Missouri)
Blodgett é uma vila localizada no estado americano de Missouri, no Condado de Scott.

## Demografia
Segundo o censo americano de 2000, a sua população era de 265 habitantes. 
Em 2006, foi estimada uma população de 271, um aumento de 6 (2.3%).

## Geografia
De acordo com o United States Census Bureau tem uma área de 
0,3 km², dos quais 0,3 km² cobertos por terra e 0,0 km² cobertos por água.

## Localidades na vizinhança
O diagrama seguinte representa as localidades num raio de 12 km ao redor de Blodgett. 